# Leucopogon biflorus
Leucopogon biflorus är en ljungväxtart som beskrevs av Robert Brown. Leucopogon biflorus ingår i släktet Leucopogon och familjen ljungväxter. Inga underarter finns listade i Catalogue of Life.